# 52 (fumetto)
52 è una serie settimanale a fumetti pubblicata dalla DC Comics dal 10 maggio 2006 (una settimana dopo la conclusione del crossover Crisi infinita) al maggio 2007. La serie è stata scritta da Geoff Johns, Grant Morrison, Greg Rucka, Mark Waid e Keith Giffen. Quest'ultimo ha realizzato anche il layout di tutte le tavole, realizzate da vari disegnatori che si sono alternati per riuscire a rispettare la periodicità settimanale. Le copertine sono tutte opera di J. G. Jones.
52 consisteva di 52 numeri, pubblicati settimanalmente per un anno, che raccontavano gli eventi che hanno avuto luogo per tutto l'anno successivo a Crisi infinita. Nella serie ha trovato spazio praticamente tutto l'universo DC e i relativi personaggi. A conclusione della serie è cominciata un'altra serie settimanale, Countdown a Crisi finale (Countdown to Final Crisis).
In Italia e in Spagna la serie è stata pubblicata dalla Planeta DeAgostini in un formato analogo all'originale.

## Trama
La trama vede lo svolgersi di diversi eventi in contemporanea dopo Crisi infinita, ognuno con un cast diverso con eventuali incroci tra le storie. Sintetizzando le diverse trame riguardano:
- Booster Gold che scopre che alcuni eventi della storia sono stati cambiati rispetto a quanto conosceva e cerca di contattare Rip Hunter (specialista nei viaggi del tempo) per ottenere delle risposte, ma questi sembra non voler farsi trovare. Nel frattempo Booster cerca di sfruttare la conoscenza di possibili incidenti tramite il suo computer futuristico Skeets per costruirsi una fama di grande supereroe a Metropolis, ma l'arrivo del misterioso Supernova e le informazioni sbagliate di Skeets sembrano mettergli i bastoni tra le ruote.
- Elongated Man non riesce a rassegnarsi per la morte di Sue (durante Crisi d'identità) e, dopo aver tentato credendo nel culto di Conner (convinto da Cassie alias Wonder Girl) che si rivela un fiasco a metà anche a causa dell'arrivo dei suoi amici, comincia un viaggio nel mondo della magia guidato dall'elmo del Dr. Fate alla ricerca di un modo per far ritornare in vita Sue e che gli farà incontrare personaggi come Lo Spettro.
- Lex Luthor crea un programma chiamato Progetto Everyman mediante il quale qualsiasi essere umano può ottenere dei superpoteri costruendo una propria squadra di supereroi, l'"Infinity, Inc". Viene attirata dal progetto anche la nipote di Acciaio, Natasha desiderosa di mostrare allo zio che non ha bisogno di lui per essere una supereroina e che comincia a notare qualcosa di strano nel gruppo. A sua insaputa infatti Lex sembra poter "spegnere" i poteri dei ragazzi (causando inizialmente la morte di uno di essi) ed il suo vero fine si rivela avere dei poteri perfetti per sé.
- Animal Man, Starfire e un cieco Adam Strange si ritrovano dispersi nello spazio con le armate di Lady Styx che stanno invadendo diversi pianeti. Ricevono l'aiuto insperato di Lobo convertitosi alla Chiesa del Triplo Dio-Pesce (e alla non-violenza) che possiede l'Occhio Smeraldo di Ekron che però non vuole usare contro i nemici.
- La detective di Gotham Renee Montoya dopo aver lasciato la polizia e caduta nell'alcolismo, viene contattata dal detective Vic Sage alias Question, che, malato di cancro, desidera far di Renee la sua erede. I due cominciano ad indagare sugli affari dell'Intergang, un gruppo criminale che sembra seguire i dettami della Bibbia del Crimine per acquisire il potere a Gotham e nelle cui mire c'è anche Batwoman alias Katy Kane, ex-amante di Renee.
- Black Adam decide di trasformare Kahndaq, il suo paese in uno stato perfetto con leggi molto dure ed un trattato con i paesi asiatici vicino quali la Cina e la Korea. Quando però salva una donna in schiavitù dall'Intergang, Adrianna Tomaz, se ne innamora e questa comincia a mostragli come poter usare i suoi poteri per il bene dei suoi cittadini e diventare un leader amato e non temuto. Per riconoscenza questi le dà la possibilità di trasformarsi nella semidea Isis (con l'aiuto anche di Capitan Marvel, nuovo custode della Roccia dell'Eternità ed inoltre salva il fratello minore di lei, Amon che invalido alle gambe, riceve parte dei poteri da Black Adam (diventando una sorta di Black Adam jr., Osiris). Quando però quest'ultimo, dopo aver fatto amicizia con uno strano mostro chiamato Sobek sempre affamato, uccide per difesa un membro della Squadra Suicida la reputazione della Adam family viene macchiata e diverse disgrazie cominciano ad abbattersi sul paese.
- Will Magnus, creatore dei Metal Men viene rapito e portato su isola dove sono radunati un gruppo di scienziati pazzi guidati da Chang Tzu e dall'Intergang e nel cui gruppo figurano personaggi come il Dottor Sivana, I.Q. e altri tra cui il suo mentore Morrow rapito pochi giorni prima. A Magnus, a cui vengono sottratte le sue medicine anti-depressive, viene imposto di creare un robot di Plutonio ma egli di nascosto ha portato alcuni dei suoi Metal Men in miniatura.